# Riccia dorsiverrucosa
Riccia dorsiverrucosa là một loài rêu trong họ Ricciaceae. Loài này được Hässel de Menéndez mô tả khoa học đầu tiên năm 1962.